# دانشگاه علوم پزشکی ایران
دانشگاه علوم پزشکی و خدمات بهداشتی درمانی ایران، یکی از  برترین دانشگاه‌های دولتی ایران و تحت نظر وزارت بهداشت، درمان و آموزش پزشکی است که در تهران، ایران قرار دارد.

## تاریخچه

### روزهای نخستین

عبدالحسین سمیعی پایه‌گذار اولیه دانشگاه علوم پزشکی ایران بود.

وی در سال‌های ۱۳۵۳–۱۳۵۵ وزیر علوم و آموزش عالی ایران بود.
در سال ۱۳۵۵ هم‌زمان با آغاز همکاری دانشگاه هاروارد، دانشگاه کلمبیا و دانشگاه کرنل، عملاً برنامه‌ریزی آموزشی و فعالیت‌های عمرانی، تعیین فضاها، تأمین تجهیزات و نیروهای انسانی لازم صورت گرفت.
فاز اول این پروژه تکمیل شد، اما در پنجم اکتبر ۱۹۸۰، و پس از تصرف سفارت آمریکا در تهران و تیرگی روابط ایران و آمریکا، سپاه پاسداران اموال شرکت معماری William L. Pereira & Associates را توقیف و مصادره کردند. پریرا و شرکا از ایرانیان به دولت آمریکا شکایت بردند و ۲٫۷ میلیون دلار ادعای خسارت کردند. در نتیجه فاز دوم و سوم این پروژه نیمه کاره ماندند.

### ادغام با دانشگاه علوم پزشکی تهران و انتزاع از آن
این دانشگاه در آبان ۱۳۸۹ در زمان وزارت مرضیه وحید دستجردی در دولت دوم محمود احمدی‌نژاد با دانشگاه علوم پزشکی تهران ادغام گردید. دانشگاه این زمان، سومین دانشگاه برتر علوم پزشکی کشور بود. درنتیجه این ادغام رتبه بین المللی دانشگاه علوم پزشکی تهران،به علت مقالات متعدد و اساتید برجه دانشگاه علوم پزشکی ایران، چندین پله افزایش یافت.خبر ادغام با اعتراضاتی از سوی دانشجویان و استادان رو به رو شد. پس از گذشت دو سال و پنج ماه از این انحلال در تاریخ ۱۸ فروردین ۱۳۹۲ با تصویب شورای عالی گسترش دانشگاه‌ها این دانشگاه دوباره احیا شد. در تاریخ ۱۳۹۲/۶/۲۶ در اولین جلسه شورای عالی انقلاب فرهنگی در دولت حسن روحانی رئیس‌جمهور، اعضای شورای عالی انقلاب فرهنگی به انتزاع کامل دانشگاه علوم پزشکی و خدمات بهداشتی درمانی ایران از دانشگاه‌های علوم پزشکی تهران و شهید بهشتی رای قاطع دادند.
دانشگاه علوم پزشکی ایرانِ امروز
در حال حاضر برخی از اولین موفقیت‌های علمی کشور نظیر اولین جراحی موفق کاشت حلزون گوش، اولین جراحی تمام آندوسکوپیک شوانوم گوش، اتوگرافت مجدد تخمدان پس از تکمیل دوره شیمی درمانی (با همکاری پژوهشگاه رویان)، اولین عمل جراحی تخلیه رحم و تخمدان در ترنس سکشوال‌ها، تأسیس اولین بخش طب تسکینی در بیمارستان فیروزگر و… در این دانشگاه صورت گرفته است. اولین مرکز کاشت کویل و وَلو ایران در بیمارستان رسول اکرم تأسیس شده است. این اتاق عمل اختصاصی اینترونشنال ریه، یکی از خاص‌ترین بخش‌های ریه در کشور است که علاوه بر توانایی انجام اینترونشن، قادر خواهد بود به ست آپ جراحی تغییر کند. این مجموعه تنها مرکزی در ایران است که توانایی جداسازی ندول‌های حدود یک سانتی‌متر را با روش سونوگرافی گاید بیوپسی دارد و همچنین از دانش نوینی چون دریچه‌های وَلوْ و سیم‌های کویل در درمان بیماران ریوی استفاده می‌کند این درحالی است که این دانش نوین در خاورمیانه نیست و تنها کشورهای اروپایی همچون هلند و فرانسه سرآمد آن بودند.
این دانشگاه بخش مهمی از قطب‌های علمی وزارت بهداشت نظیر قلب و عروق و قلب اطفال (بیمارستان قلب رجایی)، مدیریت و اقتصاد سلامت، لاپاروسکوپی (جراحی درون بین-بیمارستان حضرت رسول اکرم)، بیماریهای زنان و زایمان (بیمارستان بیماری‌های زنان و زایمان اکبرآبادی)، روان‌پزشکی و روان‌شناسی بالینی (انستیتو روان‌پزشکی و بیمارستان مرکز روان‌پزشکی ایران)، توانبخشی و فیزیوتراپی، گوش و حلق وبینی (ENT-بیمارستان حضرت رسول اکرم)، جراحی پلاستیک (بیمارستان ترمیمی و جراحی پلاستیک حضرت فاطمه) و فناوری اطلاعات سلامت (HIT) را در اختیار دارد.
جمعیت تحت پوشش خدمات این دانشگاه حدود پنج میلیون و دویست هزار نفر می‌باشد که غالباً در مناطق غرب تهران بزرگ قرار می‌گیرند و از این لحاظ نیز این دانشگاه یکی از بزرگ‌ترین مراکز وزارت بهداشت تلقی می‌شود.
مرکز آموزشی درمانی شهید اکبرآبادی یکی از برترین زایشگاه‌های کشور و بزرگ‌ترین مرکز دولتی زنان و زایمان محسوب می‌شود و اولین مرکز دوست دار مادر در تهران انتخاب شده است و نخستین بنگاه حمایت از نوزاد و مادر به نام خود ثبت کرده است.
در روند تأسیس انستیتوهای پزشکی بازساختی (Regenerative medicine)، پنجمین آنها وابسته به این دانشگاه و تحت اختیار بیمارستان سوانح و سوختگی مطهری که مهم‌ترین مرکز کشوری سوختگی است، ساخته شد. این انستیتو مهم‌ترین انستیتو پزشکی بازساختی ایران است که با اتاق تمیزی (Clean room) به وسعت ۱۰۰۰ متر مربع و در چهار طبقه، با ۷بیمارستان دیگر این دانشگاه یعنی مراکز آموزشی درمانی رسول اکرم، شفا یحیائیان، اکبرآبادی، مطهری، شهدای هفتم تیر، حضرت فاطمه و فیروزگر همکاری نزدیکی دارد. ساختمان آتی و جدید بیمارستان مطهری در منطقه کن تهران، در آینده به عنوان یکی از مهم‌ترین مرکز طب بازساختی کشور شناخته خواهد شد.

کتابخانه مرکزی این دانشگاه به عنوان برترین کتابخانه دانشگاهی وزارت بهداشت و کتابخانه ملی پزشکی ایران شناخته شده است. این کتابخانه به شکل برجی هشت طبقه در ضلع شرقی پردیس مرکزی دانشگاه (پردیس همت) قرار دارد. در پایین‌ترین طبقه این برج، مجموعه مطالعه همگروهی سلامت کارکنان ایران قرار دارد که از معدود مطالعات کوهورت ملی کشور است؛ این مطالعه با تأکید بر پایش شرایط سلامت ساکنین کلان‌شهرهای کشور پی ریزی شده است و جمعیت تحت بررسی آن، تمام کارکنان و اعضای دانشگاه هستند.
در راستای سیاست‌های آموزش علوم سلامت سازمان جهانی بهداشت، مراکز توسعه آموزش (EDC) اولین بار در این دانشگاه ایجاد شدند و سپس دانشگاه علوم پزشکی اصفهان اقدام کرد.
این دانشگاه تنها بانک مغز ایران و منطقه را تحت عنوان «بانک مغز ایران» تأسیس کرده است تا با جمع‌آوری نمونه‌های انسانی مغز، زیربنای مطالعات پیچیده‌تر را فراهم بیاورد. وجهه تأسیس این بانک در سطح ملی بوده است و تمام دانشگاه‌ها و مراکز تحقیقاتی کشور می‌توانند از خدمات این مجموعه استفاده کنند.
از بین بیمارستان‌های دانشگاه‌های پایتخت، ۵ بیمارستان به عنوان «بیمارستان درجه یک عالی» انتخاب شده‌اند که بیشترین سهم را این دانشگاه به واسطه دو بیمارستان قلب و عروق رجایی (Rajae Heart Center) و مرکز بیماری‌های کلیوی هاشمی‌نژاد (Hasheminejad Kidney Center) دارد. بیمارستان قلب رجایی عضو بیمارستان‌های این دانشگاه نیست لیکن با این دانشگاه همکاری آموزشی دیرینه دارد و تمام رزیدنت‌های رجایی، از طرف دانشگاه ایران معرفی می‌شوند.
گروه آناتومی دانشکده پزشکی ایران جزو برترین مراکز کشور بوده و از قدیم، طلایه داران دانش تشریح و آناتومی در آن به تدریس مشغول بوده‌اند. مرکز پلاستینیشن این گروه در کشور کم‌نظیر است و جسدها و بافت‌ها و ارگان‌های پلاستینه شده این مرکز در سایر دانشگاه‌های تهران و سایر شهرها مورد استفاده قرار گرفته است.
کانون مجد (مشاورین جوان دانشگاه) از برترین تشکل‌های دانشجویی دانشگاه است که به دستور شخص رئیس دانشگاه در سال ۹۷ تأسیس شد تا بازوی مشورتی ریاست دانشگاه در امور دانشجویان باشد.
فدراسیون جهانی کاردرمانی، هر ۷ سال یکبار گروه‌های آموزشی کاردرمانی، دانشگاه‌های علوم پزشکی را براساس فعالیت‌های آموزشی و بالینی مورد ارزیابی کمی و کیفی قرار می‌دهد. گروه آموزشی کاردرمانی دانشگاه علوم پزشکی ایران در آخرین ارزیابی که در سال ۲۰۱۹ صورت گرفته، برای سومین دوره متوالی مورد تأیید این سازمان قرار گرفته و این تاییدیه تا سال ۲۰۲۶ برقرار است. این تاییدیه به این معنی است که مدارک دانشجویان کارشناسی فارغ‌التحصیل از دانشگاه علوم پزشکی ایران تا پایان سال ۲۰۲۶ مورد قبول این فدراسیون و تمامی دانشگاه‌ها و مراکز کاردرمانی معتبر جهان است.
این دانشگاه، اولین دانشگاه علوم پزشکی کشور است که مجوز تأسیس پارک علم و فناوری را اخذ کرده است. مرکز رشد و نوآوری این دانشگاه از مراکز پیشروی دانشگاهی ایران در کارآفرینی سلامت بوده و اولین شتاب‌دهنده (Accelerator) دانشگاه‌های علوم پزشکی کشور تحت عنوان برند هلثینو (Healthinno) با حمایت وزارت بهداشت در این دانشگاه تأسیس شده است. مقر فعلی هلثینو در ساختمان کتابخانه مرکزی دانشگاه است. هلثینو، اولین و مهم‌ترین مرکز دانشگاهی شتابدهی و نوآوری دیجیتال سلامت کشور است و به عنوان مبدأ صادرات و نوآوری‌های فناوری سلامت ایران شناخته می‌شود.
خیریه دانشجویی التیام، از برترین خیریه‌های دانشجویی وزارت بهداشت به این دانشگاه تعلق دارد.
مجتمع آموزشی پژوهشی درمانی حضرت رسول اکرم (ص) که بزرگ‌ترین بیمارستان این دانشگاه است، در همکاری با دانشکده فنی تهران و صنعتی شریف و صنعتی امیرکبیر و به سفارش ستاد علوم شناختی ریاست جمهوری، "پروژه ملی DBS" را راه انداخته است که طی آن، فناوری و دانش و جراحی کاشت الکترودهای مغزی (Deep Brain Stimulation) و باتری‌های آنها بومی بشود. تیم جراحی مغز و اعصاب فانکشنال این بیمارستان، مهم‌ترین مرکز جراحی‌های تحریک عمقی مغز برای پارکینسون، میوتونی و وسواس (OCD) در کشور است و تاکنون صدها عمل پارکینسون و وسواس در این مرکز انجام شده است.
مسابقه بزرگ هکتون ملی سلامت به نام HACK IUMS با حمایت وزارت بهداشت و دانشگاه علوم پزشکی ایران از سال ۱۳۹۶، هر زمستان در مرکز همایش‌های بین‌المللی رازی این دانشگاه برگزار می‌شود.
بیمارستان ارتوپدی شفا یحیائیان، مرکز پایلوت ارتوپدی کشور است و اولین و تنها مرکز ارائه دهنده دوره فلوشیپ تومورهای موسکولواسکلتال وزارتخانه محسوب می‌شود.
بیمارستان بیماری‌های کلیوی هاشمی نژاد نیز مرکز پایلوت نفرولوژی و اورولوژی کشور، اولین مرکز دیالیز ایران و پیشگام مدیریت بیمارستانی نوین PPP می‌باشد.
مرکز گامانایف ایران که تنها مرکز کشور است در مجاورت بیمارستان کودکان علی اصغر واقع شده است.
«کلینیک مغز و شناخت» که در همکاری با پژوهشکده علوم شناختی و دانشگاه علوم پزشکی ایران تأسیس شده است، اولین و تخصصی‌ترین مرکز در نوع خود می‌باشد. این دانشگاه از پیشگامان همکاری‌ها و مطالعات در حیطه علوم شناختی بوده است. همچنین ساختمان جدید بیمارستان مرکز روان‌پزشکی ایران نیز مجهز به آزمایشگاه‌های شناختی شده است.
این دانشگاه هرساله یکی از میزبانان ثابت مسابقه بین‌المللی دانش مغز می‌باشد. برگزیدگان این مسابقه دانش آموزی به عنوان نمایندگان ایران در سطح جهانی به رقابت خود ادامه خواهند داد.
مرکز ملی اطلاعات طب کار در ساختمان دانشکده پزشکی ایران قرار دارد. ایضاً برخی رشته‌های تخصصی تازه ظهور از قبیل طب ورزشی و طب اورژانس در کشور برای اولین بار در این دانشگاه ایجاد شده‌اند.
مرکز جامع خدمات سرطان تهران که یکی از چهار مرکز کشوری تیپ۳ سرطان و ماحصل تلاش‌های وزارت دفاع و وزارت بهداشت بوده است، در مجتمع آموزشی پژوهشی درمانی حضرت رسول اکرم که وابسته به این دانشگاه است، قرار دارد. مراکز تیپ۳، کامل‌ترین در نوع خود بوده و مجری برنامه‌های غربالگری، شیمی درمانی و پرتودرمانی می‌باشند.
مرکز تحقیقات گوش و حلق و بینی (ENT) و انستیتو روان‌پزشکی این دانشگاه از مشاوران سازمان جهانی بهداشت در امور ناشنوایی و سلامت روان می‌باشند.

## جایگاه
در اولین رتبه‌بندی تأثیرگذاری دانشگاه‌های تایمز (Times Impact Ranking) در سال ۲۰۱۹ میلادی، این دانشگاه رتبه اول کشوری و ۴۱جهان را به خود اختصاص داده است. . این درحالی بود که دومین دانشگاه کشور، دانشگاه الزهرا در دامنه ۲۰۱ تا ۳۰۰ قرار گرفت. رتبه‌بندی تأثیرگذاری اولین و تنها شاخص سنجش عملکرد دانشگاه‌ها بر اساس اهداف توسعه پایدار سازمان ملل متحد است. همچنین این دانشگاه در بازه ۸۰۱ تا ۱۰۰۰ رنکینگ ورلد یونیورسیتی ۲۰۱۹ و دامنه ۲۰۱ تا ۲۵۰ دانشگاه‌های برتر جوان دنیا۲۰۱۹(با سابقه تأسیس زیر ۵۰ سال) قرار گرفته است. عمده اختلاف رتبه مقالات این دانشگاه با دیگر مراکز برتر کشوری به خاطر نداشتن دو دانشکده داروسازی و دندانپزشکی بوده است که تا به امروز فقط دانشجوی بین‌الملل داروسازی پذیرفته شده است. این درحالی است که این دانشگاه رکورد بالاترین نرخ تولید مقاله به ازای هر هیئت علمی در وزارت بهداشت را نیز داشته است. این دانشگاه در سال ۲۰۲۰ با تکرار رتبه اول کشوری، به رتبه ۵۵ جهان تغییر جایگاه یافت.
همچنین بر طبق جدیدترین آمار نظام رتبه‌بندی دانشگاه‌های جهان تایمز، این دانشگاه حائز رتبه ۹ کشوری شد و پس از مشهد و تهران، سومین دانشگاه علوم پزشکی کشور است.

## دانشکده‌ها
- دانشکده پزشکی
- دانشکده طب سنتی

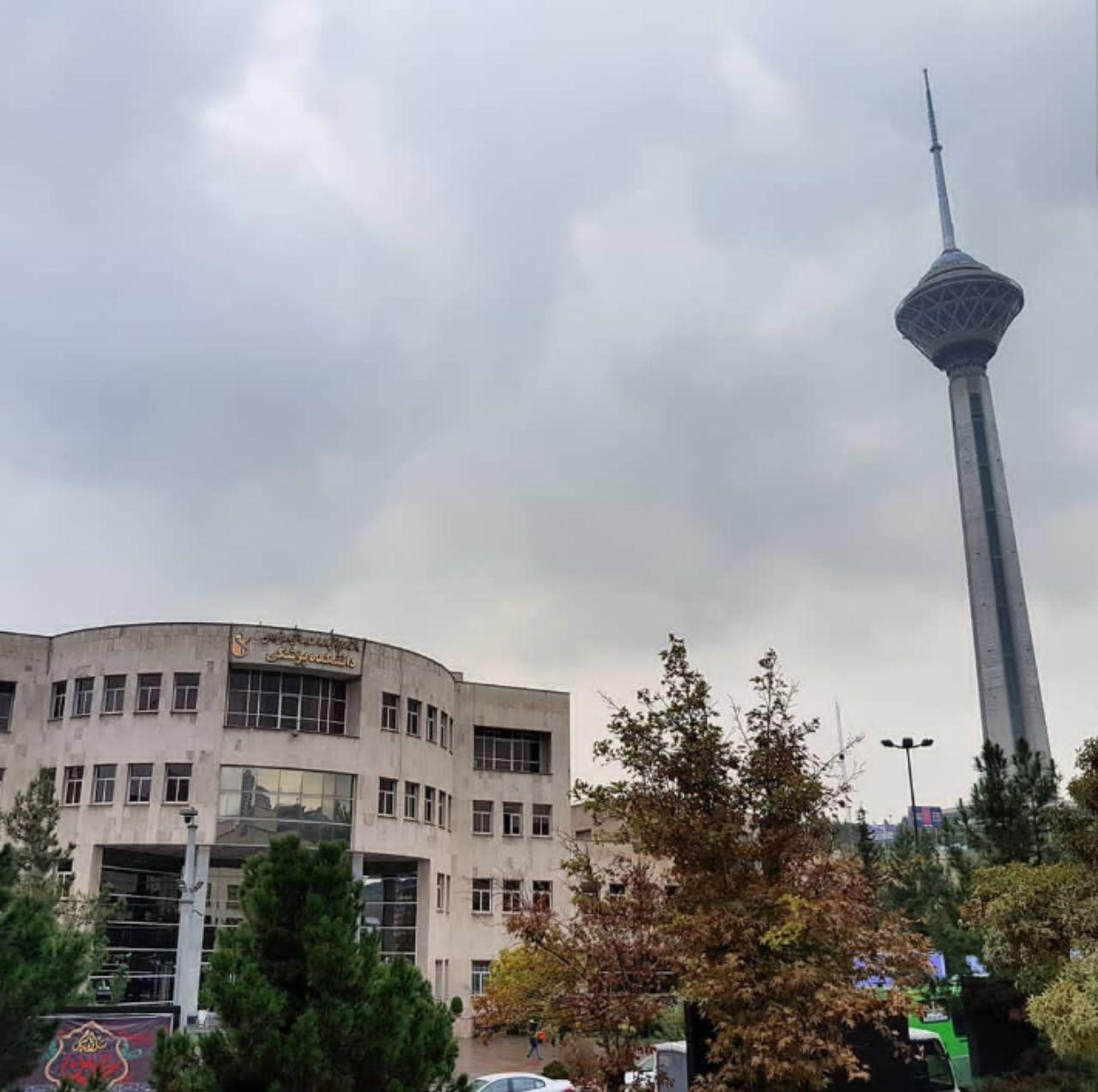
دانشکده پزشکی ایران واقع در پردیس مرکزی دانشگاه

- دانشکده داروسازی (تحت عنوان اولین دانشکده بین‌المللی داروسازی ایران)
- دانشکده بهداشت
- دانشکده پیراپزشکی
- دانشکده علوم توانبخشی
- دانشکده پرستاری و مامایی
- دانشکده مدیریت و اطلاع‌رسانی پزشکی
- دانشکده علوم رفتاری و سلامت روان - انستیتو روان‌پزشکی تهران
- دانشکده فناوری‌های نوین پزشکی

## بیمارستان‌ها

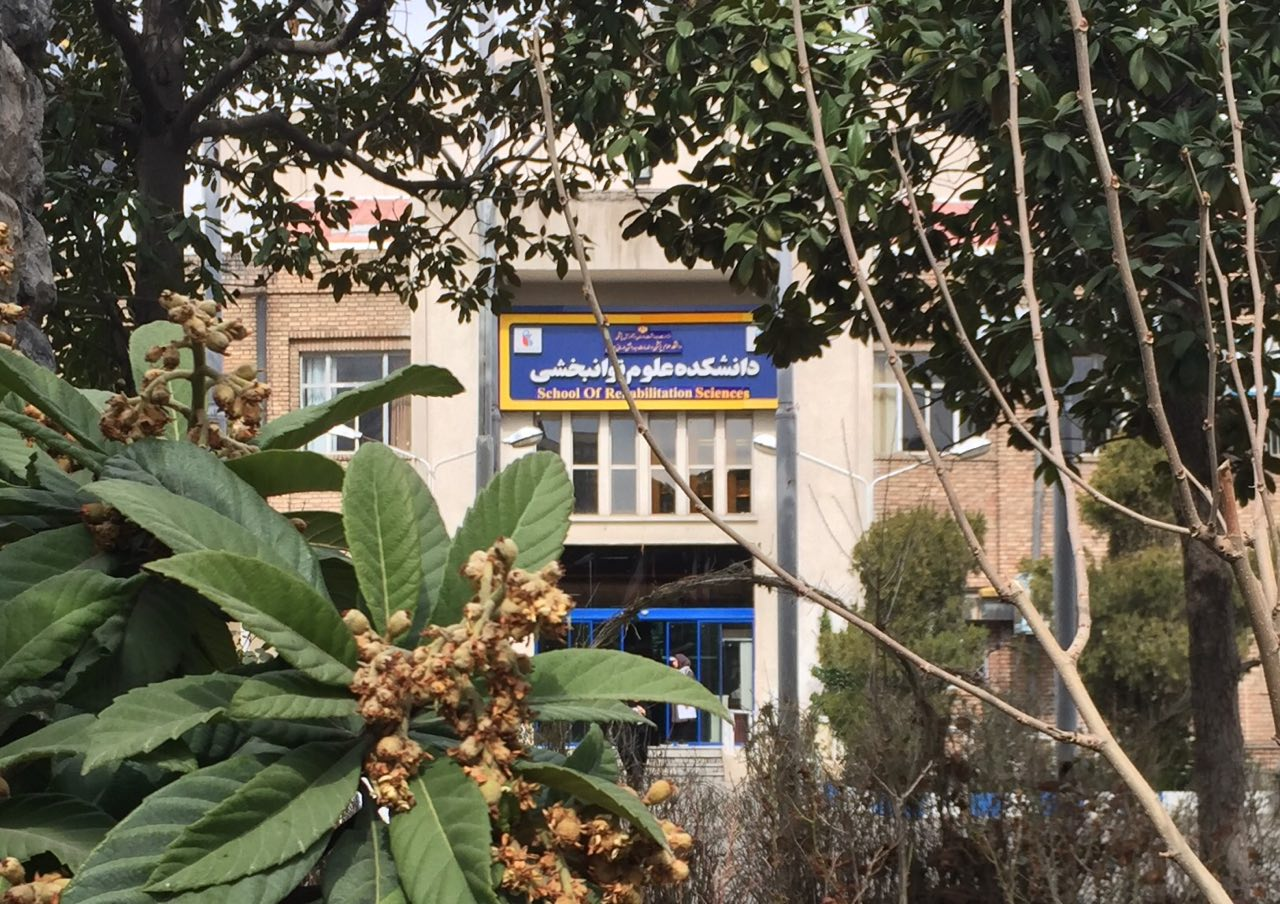
نمایی از دانشکده علوم توانبخشی

دانشکده علوم توانبخشی دانشگاه علوم پزشکی ایران
سال ۱۳۷۳ با انحلال سازمان‌های منطقه‌ای بهداشت و درمان استان‌ها و واگذاری مسئولیت اداره و فعالیت واحدهای مناطق به دانشگاه‌های علوم پزشکی، منطقه غرب استان تهران شامل شهرستان‌های کرج، اشتهارد، طالقان، هشتگرد، ساوجبلاغ، شهریار و رباط کریم تحت پوشش این دانشگاه با عنوان جدید و آرم تأیید شده دانشگاه علوم پزشکی و خدمات بهداشتی ایران قرار گرفت. در سال ۱۳۸۹ و با تأسیس استان البرز بیمارستان‌هایی که در محدودهٔ این استان قرار داشتند به دانشگاه علوم پزشکی البرز انتقال یافتند.

### بیمارستان‌های آموزشی درمانی
- مجتمع آموزشی پژوهشی درمانی حضرت رسول (ص)(جنرال)
- مرکز آموزشی درمانی جراحی پلاستیک و ترمیمی حضرت فاطمه (س)
- مرکز آموزشی، تحقیقاتی و درمانی قلب رجایی
- مرکز آموزشی درمانی کودکان حضرت علی‌اصغر (ع)
- مرکز آموزشی درمانی ارتوپدی شفا یحیائیان
- مرکز آموزشی درمانی مصطفی خمینی
- مرکز آموزشی درمانی فیروزآبادی (جنرال)
- مرکز آموزشی درمانی زنان و زایمان شهید اکبرآبادی
- مرکز آموزشی درمانی سوانح و سوختگی شهید مطهری
- مرکز آموزشی درمانی بیماریهای کلیه و مجاری ادرار شهید هاشمی نژاد
- مرکز آموزشی درمانی روان‌پزشکی ایران
- مرکز آموزشی درمانی فیروزگر (جنرال)

### بیمارستان‌های درمانی
- بیمارستان شهدای هفتم تیر (تروما)
- بیمارستان لولاگر
- بیمارستان شهدای یافت آباد
- بیمارستان کودکان شهید فهمیده
- بیمارستان امام سجاد شهریار
- بیمارستان حضرت فاطمه رباط کریم
- بیمارستان امام حسین بهارستان

## مراکز تحقیقاتی
- مرکز تحقیقات سلولی و مولکولی
- مرکز تحقیقات مدیریت بیمارستانی
- مؤسسه تحقیقات مطالعات تاریخ پزشکی، طب اسلامی و مکمل
- مرکز تحقیقات علوم دارویی رازی
- مرکز تحقیقات گوش و حلق و بینی و سرو گردن
- مرکز تحقیقات ایمونولوژی
- مرکز تحقیقات چشم‌پزشکی
- مرکز تحقیقات مراقبت‌های پرستاری
- مرکز تحقیقات بهداشت روان
- مرکز تحقیقات توانبخشی
- مرکز تحقیقات آسیب‌شناسی و سرطان
- مرکز تحقیقات طب کار
- مرکز تحقیقات بیماری‌های گوارش و کبد ایران
- مرکز تحقیقات سوختگی
- مرکز تحقیقات قاعده جمجمه
- مرکز تحقیقات فیزیولوژی
- مرکز تحقیقات علوم آزمایشگاهی
- مرکز تحقیقات بیماری‌های اطفال
- مرکز تحقیقات بهداشت کار
- مرکز تحقیقات مقاومت‌های میکروبی
- مرکز تحقیقات جراحی‌های کم تهاجمی
- مرکز تحقیقات غده درون‌ریز و متابولیسم
- مرکز تحقیقات علوم مدیریت و اقتصاد سلامت
- مرکز تحقیقات آموزش علوم پزشکی
- مرکز تحقیقات قلب و عروق شهید رجائی
- مرکز تحقیقات اکوکاردیوگرافی قلب
- مرکز تحقیقات بیماری‌های دریچهٔ قلب
- مرکز تحقیقات الکتروفیزیولوژیک قلب
- مرکز تحقیقات مداخلات قلب
- مرکز تحقیقات علوم اعصاب

## انستیتوها
- انستیتو تحقیقات غده درون‌ریز و متابولیسم
- پژوهشکده حواس پنجگانه

## نشریات رسمی

### نشریات فارسی
- مجله روان‌پزشکی و روان‌شناسی بالینی ایران
- مجله پرستاری ایران
- مجله سلامت کار ایران
- مجله مدیریت سلامت
- مجله علوم پزشکی رازی
- فصلنامه بیهوشی و درد

### نشریات انگلیسی
- Basic and Clinical Neuroscience
- Medical Journal of the Islamic Republic of Iran
- International Journal of Hospital Research
- Journal of Minimally Invasive Surgical Sciences
- Research in Cardiovascular Medicine
- Iranian Journal of Pharmacology & Therapeutic